# Matteo Vitaioli
Matteo Giampaolo Vitaioli (* 27. Oktober 1989 in Fiorentino) ist ein san-marinesischer Fußballspieler.

## Karriere

### Verein
Vitaioli wurde in Fiorentino geboren und spielte meistens für San Marino Calcio. 2006 wurde er zum FC Empoli, damals in der Serie A, ausgeliehen, bestritt aber dort kein Ligaspiel. Er wurde oft als eines der vielversprechendsten Talente in San Marino gehandelt, konnte diesen Anforderungen aber nie gerecht werden.

### Nationalmannschaft
Für die Nationalmannschaft erzielte er am 8. September 2015 in einem EM-Qualifikationsspiel gegen Litauen seinen ersten Treffer per Freistoß. Es war das erste Auswärtstor seit 14 Jahren in einem Pflichtspiel für San Marino.